# Backbeat
Pour les articles homonymes, voir Backbeat (homonymie).

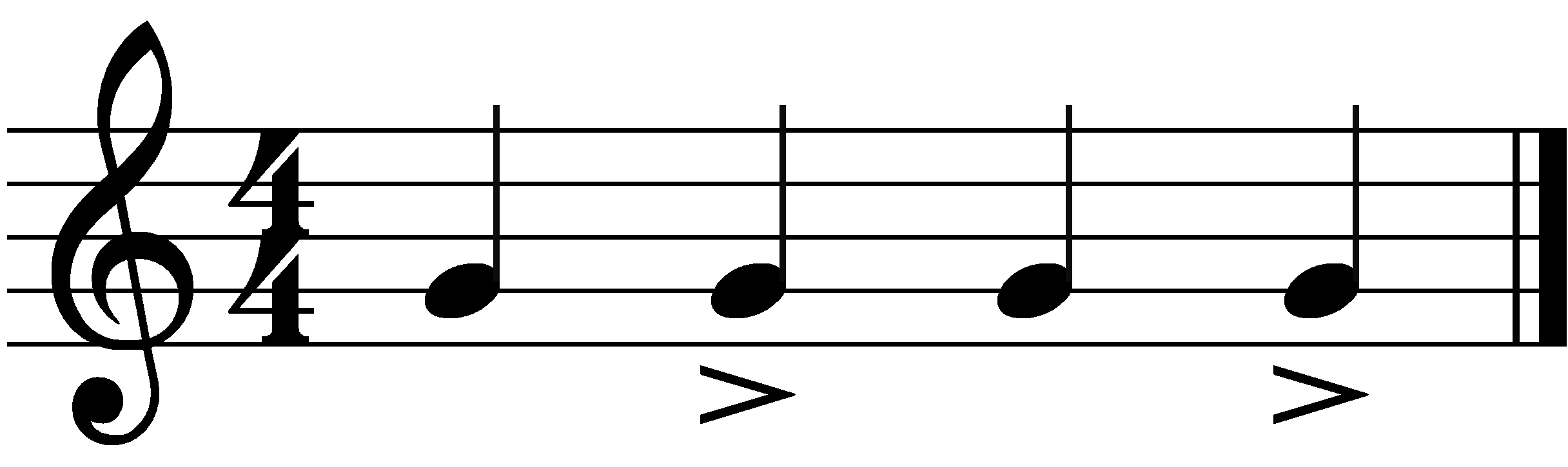
Le rythme typique du en, où les deuxième et quatrième noires d'une mesure à quatre temps sont accentuées.

Le backbeat est, en musique, une forme particulière de contretemps. Il s'inscrit systématiquement dans une mesure binaire à quatre temps, où le deuxième et le quatrième temps sont accentués.

## Histoire
Earl Palmer, né le 25 octobre 1924 à La Nouvelle-Orléans, est considéré comme l'un des pionniers du backbeat.
Le backbeat devient ensuite omniprésent dans la culture rock. Il est estimé, à la fin du XXe siècle, qu'une personne écoutant environ une heure de musique rock par jour entend un million de backbeats par an.

## Description
Le backbeat consiste en une accentuation systématique des deuxième et quatrième temps d'une mesure à quatre temps. Cette accentuation est traditionnellement marquée à la caisse claire en rock 'n' roll, alors que le premier et le troisième temps, qui sont les temps forts, sont marqués à la grosse caisse,.
| Percussion    | 1 | + | 2 | + | 3 | + | 4 | + |
| ------------- | - | - | - | - | - | - | - | - |
| Charleston    | × | × | × | × | × | × | × | × |
| Caisse claire |   |   | × |   |   |   | × |   |
| Grosse caisse | × |   |   |   | × |   |   |   |